# Jean Pormanove
Raphaël Graven, também conhecido pelo pseudônimo Jean Pormanove ou JP (26 de janeiro de 1979 – 18 de agosto de 2025), foi um streamer, produtor de vídeo, influenciador digital e comediante francês.

## Biografia

### Polêmica antes de sua morte
Em 2024, uma investigação do Mediapart denunciou um "mercado de abusos" organizado em torno de suas transmissões ao vivo, onde pessoas vulneráveis eram expostas a humilhações para gerar renda e audiência, mencionando Pormanove.
Desde janeiro de 2025, a Procuradoria Pública de Nice abriu uma investigação contra vários streamers próximos a Pormanove, Owen "Naruto" Cenazandotti e Safine Hamadi, sob suspeita de violência deliberada em grupo contra pessoas vulneráveis, colocação em perigo e disseminação de imagens violentas.

Pouco antes de sua morte, ele escreveu uma mensagem para sua mãe:
"Oi, mãe, tudo bem? Estou preso aqui há um tempão com aquele jogo de morte – o do Owen Cenazandotti. Isso já passou dos limites. Parece que fui sequestrado por essa ideia de merda que eles tiveram. Já chega, quero ir embora, mas o outro não quer deixar – está me mantendo aqui à força.

### Morte
Pormanove morreu no dia 18 de agosto de 2025, aos 46 anos, durante uma transmissão ao vivo de mais de 280 horas na plataforma Kick, conhecida por não censurar seu conteúdo.
Pouco antes de sua morte, ele teria relatado dificuldades para respirar. Um doador alertou um dos participantes da transmissão, Owen "Naruto" Cenazandotti, observando que Pormanove parecia estar em situação crítica e não dava mais nenhum sinal de vida. A transmissão foi interrompida imediatamente após a gravidade da situação ser percebida.

Algumas horas depois, Naruto confirmou publicamente a morte de Pormanove em suas redes sociais. Ele expressou sua tristeza e prestou uma homenagem ao streamer:
"Infelizmente, JP (Raphael Graven) nos deixou... Eu te amo, meu irmão, e vamos sentir terrivelmente a sua falta."